# Квененг
Квене́нг (англ. Kweneng) — округ в Ботсване. Административный центр — город Молепололе.

## География
На севере округа расположен природный заповедник Кгуце. По Квененг протекает пересыхающая река Мерацве и её притоки.
Соседние области:
- Ганзи и Центральный — на севере
- Южный — на юге
- Кгалагади — на западе
- Кгатленг — на востоке
- Юго-Восточный — юго-востоке

## Населённые пункты
Крупнейшие:
- Молепололе, 65 570
- Могодичане, 46 493
- Тамага, 21 141
- Габане, 13 581
- Копонг, 7 999

Прочие:
- Боатланаме/en:Boatlaname, 770
- Ботлхапатлоу/en:Botlhapatlou, 915
- Дитшегване/en:Ditshegwane, 1 766
- Дитшукулу/Ditshukudu
- Дутлве/en:Dutlwe, 1 017
- Гакгатла/en:Gakgatla, 211
- Хацалатлади/en:Hatsalatladi, 609
- Каудване/en:Kaudwane, 551
- Кгопе/en:Kgope, 507
- Кхудумелапье/en:Khudumelapye, 1 837
- Котоланаме/en:Kotolaname, 278
- Кубунг/Kubung
- Кумакване, 3 139
- Квененг/Kweneng, 415
- Ленцве-Ле-Тау, 4 025
- Лепхепхе/en:Lephephe, 742
- Лосилакгоконг/Losilakgokong
- Мабоане/en:Maboane, 813
- Махетлве/en:Mahetlwe, 519
- Малвелве/en:Malwelwe, 930
- Мантшвабиси/en:Mantshwabisi, 464
- Мецимотлхаба, 4 056
- Мманкгоди, 4 997
- Мманоко/en:Mmanoko, 763
- Ммопане, 3 512
- Могононо/en:Mogonono, 201
- Монване/en:Monwane, 375
- Мошавенг/en:Moshaweng, 974
- Мотокве/Motokwe
- Нгваре/en:Ngware, 573
- Саладжве/en:Salajwe, 1 705
- Сесунг, 1 281
- Соджве/en:Sojwe, 472
- Сорилатоло/en:Sorilatholo, 1 590
- Такатокване, 1 590
- Цеценг/en:Tsetseng, 395
- Цваане/Tswaane
- Шадишади/Shadishadi, 2 056

## Административное деление
Административно округ делится на 2 субокруга:
Восточный Квененг и Западный Квененг